# Antrifttalsperre
Die Antrifttalsperre ist eine Stauanlage nordwestlich von Alsfeld im mittelhessischen Vogelsbergkreis an der Antrift. Als Hochwasserrückhaltebecken (HRB) mit Teildauerstau dient sie dem Hochwasserschutz der unterhalb gelegenen Ortschaften und schützt in erster Linie die Antrift sowie die folgende Schwalm vor Hochwasser. Mit dem unter Naturschutz stehenden Südteil wird der kleine Stausee hauptsächlich als Naherholungsgebiet genutzt.
Betreiber ist der Wasserverband Schwalm, der noch die zwei größeren HRB in Treysa-Ziegenhain und Heidelbach gebaut hat. Als trockene („grüne“) Becken schützen beide die Orte weiter unterhalb an der Schwalm.

## Einzugsgebiet und Lage
Die Antrift gehört zum Einzugsgebiet der Fulda, respektive der Weser, und verläuft über fast 40 Kilometer von ihrer Quelle am Vogelsberg in nördlicher Richtung bis nach Zella, wo sie als Antreff in die Schwalm mündet. An ihrem Mittellauf ungefähr auf der Hälfte der Strecke liegt eingebettet in eine Wald- und Wiesenlandschaft die kleine Talsperre. Als typischer Mittelgebirgsbach fließt die Antrift unterhalb von Angenrod über ihr Vorbecken in das Hauptbecken.
Das Einzugsgebiet der Talsperre beträgt 61,7 km², das ungefähr 54 % des Gesamteinzugsgebietes der Antrift entspricht. Der Südteil des Stausees mit der Vorsperre gehört zu Angenrod (Stadtteil von Alsfeld), der Nordteil mit dem Staudamm zu Seibelsdorf (Gemeindeteil von Antrifttal). 

## Naturschutzgebiet
Der Südteil des Stausees und die Vorsperre sind Teil des 1984 gegründeten und 13 ha großen Naturschutzgebiets Antrifttalsperre bei Angenrod (NSG-Nr. 162227).

### Flora
An den Ufern der Vorsperre haben sich Röhrichtzonen mit Rohrkolben gebildet. Dies ist ein Habitat für Brutvögel. Weiden sind Bestandteile der Ufervegetation.

### Fauna
Haubentaucher führen hier im April ihr Balzspektakel auf. Wasserfrösche beginnen Ende April mit der Paarung. Jahr für Jahr zieht das Naturschutzgebiet zahlreiche Wat- und Wiesenvögel an. Graureiher treten auf, in tieferen Gewässerbereichen der Antrifttalsperre sind Reiherenten anzutreffen, die bis zu 25 Sekunden lang tauchen können, um nach Wasserschnecken und Muscheln zu tauchen. Bei milden Wintertemperaturen bleiben sie als Wintergäste vor Ort. Regelmäßig  überfliegen Rotmilane und Schwarzmilane die offenen Grünlandbereiche des Naturschutzgebiets.

## Geschichte
Weil die Antreff und besonders die weiterführende Schwalm oft starkes Hochwasser führten, wie beim bisher höchsten gemessenen Schwalmhochwasser vom 5. Dezember 1960 (Abfluss von 157 m³/s in Uttershausen), und dabei Großteile der an beiden Flüssen gelegenen Ortschaften überflutete, wurde am 6. Dezember 1962 der Wasserverband Schwalm gegründet und drei Hochwasserrückhaltebecken errichtet. Dabei entstand auch die Antrifttalsperre, die im Rahmen ihres Hochwasserschutzraums überschüssiges Antriftwasser aufnimmt: Der Bau der Stauanlage begann im Jahr 1971 und endete, einschließlich der Fertigstellung der Vorsperre, 1984; anderen Angaben zufolge wurde nur von 1976 bis 1981 gebaut. Die Inbetriebnahme geschah nach vollendetem Probestau 1981.
Zum stärksten Hochwasser seit der Dammerrichtung – ausgelöst durch Dauerregen und Schneeschmelze – kam es (wie in den weiter flussabwärts befindlichen HRB Treysa-Ziegenhain und HRB Heidelbach) ab 24./25. Januar 1995, wobei die Pegel ab 2. Februar 1995 sanken und sich der Damm der Talsperre bewährte.

## Bauwerke und Betriebseinrichtungen
Quelle: 
Sperrbauwerk
Das Hauptabsperrbauwerk ist ein 550 Meter langer Erdschüttdamm mit einem Volumen von 400.000 m³. Seine Dammkrone auf 283 m ü. NN. liegt ca. 18 Meter über der Talsohle, wodurch das HRB nach dem Wasserrecht als Talsperre behandelt wird. Die maximale Einstauhöhe ist auf 281 m ü. NN berechnet worden, bei der ein Hochwasser aufgenommen werden kann, das sich im Durchschnitt einmal in 100 Jahren ereignet. Dabei verbleibt als Freibord noch zwei Meter. Weitere Bauwerksdaten sind in der Infobox zu finden.
Vorbecken
Am südlichen Ende der Talsperre ist ein zweiter Damm als Vorsperre angelegt worden. In dieses Vorbecken mündet die Antrift und kann darin mitgeführtes Geröll, Treibgut und Verschmutzungen und dergleichen vom Hauptstaubecken fernhalten. Der Teil gehört zum ausgewiesenen Naturschutzgebiet.
Stauraum
Der Stausee hat ungefähr eine Länge von einem Kilometer und eine Breite bis zu 550 Meter. Bei einer Wasseroberfläche von 31 ha wird ein maximales Stauraumvolumen von 3,16 Mio. m³ vorgehalten. Im Winter beträgt das Füllvolumen im Dauerstau 1,03 Mio. m³, während es im Sommer 1,56 Mio. m³ sind. Dadurch ergibt sich ein Hochwasserschutzraum, der im Winter 2,13 Mio. m³ und im Sommer 1,60 Mio. m³ zurückhalten kann. Dieser Raum wird im Hochwasserfall genutzt, um einen Teil des Antriftwassers im Stausee zurückzuhalten, der später in den Unterlauf abgegeben wird.
Hochwasserentlastung
Etwa in der Dammmitte steht im Staubecken zur Hochwasserentlastung ein tulpenförmiger Überfalltrichter mit 15 m Durchmesser.  Ein weiterer Trichter im Turmkopf dient als Notüberlauf bei Unterschreiten des verbleibenden Freibords. Ein 130 Meter langer Kanal führt unter dem Damm zur Luftseite, so dass überlaufendes Wasser in die Antrift abfließen kann.
Wasserabgabe
Der mittlere Durchfluss in der Antreff beträgt 630 Liter pro Sekunde. Der hundertjährliche Abfluss wurde zu 42 m³/s berechnet. Zum Entleeren des HRB dient der Regelbetrieb, bei dem vier bis sechs m³/s in den Ablauf abgegeben werden.
Stromerzeugung
Seit 2013 wird über eine Turbine mit einer Nennleistung von 18 kW Strom erzeugt.

## Anfahrt und Touristische Nutzung
Die Antrifttalsperre kann über die Bundesautobahn 5 und der ehemaligen Kreisstadt Alsfeld angefahren werden. Von Alsfeld führt die Bundesstraße 62 nach Westen zum Ortsteil Angenrod, von wo man fußläufig das Vorbecken erreichen kann. Über die Landstraße 3070 kommt man von Angenrod zum Staudamm und einem Parkplatz vor dem Seehotel auf der Westseite des Damms.
Mit dem ÖPNV erreicht man die kleine Talsperre über den Bahnhof Alsfeld, der von der hessischen Regionalbahn 45 aus Gießen und Fulda bedient wird. Der Expressbus X35 benötigt vom Bahnhof Alsfeld nach Angenrod acht Minuten.
Gelegen zwischen Wäldern und landwirtschaftlich genutzten Flächen wird der Stausee und seine Umgebung als Naherholungsgebiet mit mehreren Spazier-, Wander- und Kontrollwege genutzt. Um den Stausee herum führt ein etwa 3,3 km langer Gewässerlehrpfad mit Einblicken in die Pflanzen- und Tierwelt.